# Palythoa senegambiensis
Palythoa senegambiensis är en korallart som beskrevs av author unknown. Palythoa senegambiensis ingår i släktet Palythoa och familjen Zoanthidae. Inga underarter finns listade i Catalogue of Life.